# 鈴木乙史
鈴木 乙史（すずき　おとし、1948年8月27日 - ）は、日本の心理学者、聖心女子大学教授。
静岡県沼津市生まれ。1972年横浜国立大学教育学部卒。1978年東京大学大学院博士課程単位取得満期退学、国立特殊教育総合研究所研究員。1979年聖心女子大学文学部専任講師、1984年助教授、1992年教授、学生相談室長。1989年臨床心理士。

## 著書
- 『性格はどのように変わっていくか』読売科学選書 1992
- 『性格形成と変化の心理学』ブレーン出版 1998

### 共編著
- 『パッケージ・性格の心理』全6巻 清水弘司、松井豊共編 ブレーン出版 1985 - 86
- 『講座人間関係の心理』全6巻 滝本孝雄共編 ブレーン出版 1986 - 88
- 『人格心理学』佐々木正宏共編著 放送大学教育振興会 1996
- 『カウンセラーのためのガイダンス』瀧本孝雄,林潔共編著 ブレーン出版 1997
- 『カウンセリングと心理テスト』林潔, 瀧本孝雄共著 ブレーン出版 1989
- 『女子大生がカウンセリングを求めるとき こころのキャンパスガイド』佐々木正宏,吉村順子共編著 ミネルヴァ書房 2002
- 『人格心理学 パーソナリティと心の構造』佐々木正宏共著 河出書房新社 2006
- 『臨床家佐治守夫の仕事』全3巻 近藤邦夫,保坂亨,無藤清子, 内田純平共編 明石書店 2007
- 『臨床心理学 心の再生と修復への援助』佐々木正宏共著 河出書房新社 2007

### 翻訳
- ウィリアム・ミラー、ジャネット・セデバカ『クォンタム・チェンジの心理学 急激に起こる人生・人格の変化』フランクリン・裕子共訳 ブレーン出版 2006

## 注
1. ↑  『現代日本人名録』2002年